# Піткін (округ, Колорадо)
Шаблон:StateAbbr_ 39°13′ пн. ш. 106°55′ зх. д. / 39.22° пн. ш. 106.92° зх. д.
Округ Піткін (англ. Pitkin County) — округ (графство) у штаті Колорадо, США. Ідентифікатор округу 08097.

## Історія
Округ утворений 1881 року.

## Демографія
За даними перепису 
2000 року 
загальне населення округу становило 14872 осіб, зокрема міського населення було 7000, а сільського — 7872.
Серед мешканців округу чоловіків було 7958, а жінок — 6914. В окрузі було 6807 домогосподарств, 3185 родин, які мешкали в 10096 будинках.
Середній розмір родини становив 2,77.
Віковий розподіл населення поданий у таблиці:
| Стать    | До 15 років | 15-21 | 22-29 | 30-39 | 40-49 | 50-65 | 65-85 | Понад 85 |
| -------- | ----------- | ----- | ----- | ----- | ----- | ----- | ----- | -------- |
| Чоловіки | 1076        | 488   | 1246  | 1528  | 1493  | 1571  | 535   | 21       |
| Жінки    | 984         | 410   | 832   | 1318  | 1483  | 1430  | 421   | 36       |

## Суміжні округи
- Ігл — північний схід
- Лейк — схід
- Чаффі — південний схід
- Ганнісон — південь
- Меса — захід
- Гарфілд — північний захід

## Виноски
1. ↑  U.S. Decennial Census. United States Census Bureau. Архів оригіналу за 26 квітня 2015. Процитовано 10 червня 2014.
2. ↑  Historical Census Browser. University of Virginia Library. Архів оригіналу за 11 серпня 2012. Процитовано 10 червня 2014.
3. ↑  Population of Counties by Decennial Census: 1900 to 1990. United States Census Bureau. Процитовано 10 червня 2014.
4. ↑  Census 2000 PHC-T-4. Ranking Tables for Counties: 1990 and 2000 (PDF). United States Census Bureau. Процитовано 10 червня 2014.
5. ↑  State & County QuickFacts. United States Census Bureau. Архів оригіналу за 18 січня 2016. Процитовано 11 лютого 2014.(англ.) Наведено за англійською вікіпедією.
6. ↑  American FactFinder. Бюро перепису населення США. Архів оригіналу за 26 лютого 2012. Процитовано 31 січня 2008.

| США | Це незавершена стаття з географії США. Ви можете допомогти проєкту, виправивши або дописавши її. |